# 趙盤
趙 盤（ちょう ばん、生没年不詳）は、五胡十六国時代の前燕の人物。

## 生涯
前燕に仕え、都尉に任じられていた。
338年1月、燕王慕容皝の使者として後趙に遣わされ、段部討伐の時期について協議した。
3月、棘城へ帰還した。
356年8月、王騰とともに琅邪・鄄城を攻撃、東晋の北境を騒がした。討伐に赴いた東晋の徐州刺史荀羨に敗れて王騰は討死、趙盤は逃走した。
南中郎将に任じられた。
366年12月、東晋の南陽督護趙億が前燕に降伏、宛城に拠って南陽郡太守桓澹を新野へ追放した。趙盤は魯陽から宛城へ移り、守将となった。
367年6月、東晋の右将軍桓豁・竟陵郡太守羅崇が宛城を攻撃した。趙盤は宛城を失陥、趙億とともに魯陽へ敗走した。桓豁の追撃により、雉城で戦ったが、敗れて捕らえられた。その後、建康へ送られた。
これ以後の事績は、史書に記されていない。